# 박영선 (정치인)
박영선(朴映宣, 1960년 1월 22일~)은 대한민국의 언론인 출신 정치인이다. MBC 뉴스데스크 앵커, 제17·18·19·20대 국회의원, 제2대 중소벤처기업부 장관(2019. 4.~2021. 1.)을 지냈다.

## 생애
본관은 반남이며, 1960년 1월 22일에 경상남도 창녕군에서 태어났다. 1982년 MBC에 아나운서로 입사하였지만, 기자로 전직하였고 뉴스데이트, 마감뉴스, 뉴스와이드, 주말 뉴스데스크의 앵커를 맡았다.
보도국 경제부장으로 재직하다가 2004년 초 MBC 선배인 정동영 열린우리당 의장에 의해 당 대변인으로 발탁되면서 정계에 진출했다. 방송기자와 앵커 경력으로 다진 대중적 인지도를 기반으로 열린우리당에 입당하여 제17대 국회의원에 당선되었다. 재벌들의 과도한 경제력 집중과 탈법 경영을 강력하게 비판하면서 개혁 소장파로 분류되었다.
2004년 5월 제17대 열린우리당 비례대표로 당선된 후 국회 기획재정위원회, 여성가족위원회, 국회운영위원회 등에서 활동했다. 2005년 6월 '금융산업 구조 개선법 개정안'을 발의했다. 2008년 18대 민주당 소속으로 국회의원 선거(구로구 을)에 출마해 당선되어 국회 법제사법위원회와 정보위원회 민주당 간사로서 활동하면서 이명박 정부를 견제하였다. 민주당 정책위 부의장을 역임하였고, 2011년 5월 손학규 대표 2기 체제에서 여성으로서는 처음으로 민주당 정책위의장으로 임명되었다.
2011년 9월 오세훈의 사퇴로 공석이 된 서울시장 민주당 후보로 선출되었으나 무소속 박원순 후보와의 단일화 경선에서 패배했다. 2012년 4월 19대 총선 때 3선에 성공했으며, 19대 국회 전반기 법제사법위원장이 되었는데 여성 최초이자 비법조인 출신 위원장이었다. 국회 법제사법위원회에서 간사와 위원장을 역임하며 판결문 공개, 검경 수사권 조정 등 사법개혁에 앞장섰다. 특히 검경 수사조사권 조정을 통해 수사 개시권을 경찰이 가질 수 있도록 하였고, 경찰이 검사의 명령에 복종해야 한다는 법조항에서 '명령'과 '복종'이라는 조항을 삭제하였다.
2014년 5월 새정치민주연합의 원내대표로 당선되어서 교섭단체 원내대표 중 최초의 여성 원내대표가 되었으며, 8월 지도부 총사퇴로 인해 당 대표 직무대행이 되었고, 비상대책위원회인 국민공감혁신위원회의 위원장으로 추대되었다. 2014년 9월 이상돈과 안경환을 당 비상대책위원장으로 영입하려고 했으나 당내 반발에 무산되었다. 원내대표 사퇴 이후에는 '선거제도 개편과 오픈프라이머리(국민공천제)', '재벌의 불법이익 환수'와 기업의 지배구조 개선의 필요성에 대해 피력했고, 2015년 '특정 재산범죄 수익 환수법'을 발의하였다.
2016년 12월 국정감사에서 최순실 녹취파일을 처음으로 공개하였다.
2019년 4월 문재인 정부에서 중소벤처기업부 장관으로 임명되었다.
2021년 서울특별시장 보궐선거에 출마하기 위하여 2021년 1월 장관직을 사퇴했다. 더불어민주당 서울특별시장 경선에서 우상호를 꺾고 민주당 최종 후보로 선출되었다. 4월 7일 선거에서 39.18%를 득표하며 57.50%를 득표한 국민의힘 오세훈 후보에게 득표수 891,452표, 득표율 18.32% 차이로 패배하면서 낙선하였다.

## 논란

### 아들 미국 국적
박영선의 아들(1998년생)은 대한민국·미국 이중국적자로서 2022년 12월 31일까지 병역판정검사를 연기하고 미국으로 출국했다. 박영선은 초등학생이었던 아들을 학비가 3,200만원에 달하는 국제학교에 입학시키고, 일본에 있는 중학교를 보내고, 학비가 연간 4,000만원에 달하는 미국 대학까지 유학시켰다. 서울시장 선거를 앞두고 2020년 아들이 입대하였다.

### 삼성그룹 계열사 대표로부터 정치후원금 수수
자유한국당 이종배 의원에 따르면, 박영선은 '금융산업 구조 개선법 개정안' 발의 3주 후인 2005년 6월 22일 제진훈 제일모직 사장으로부터 300만원의 후원금을 기탁받았다. 이후 2006년 2월에도 제 사장으로부터 300만원의 후원금을 다시 받았다. 이종배 의원은 "재벌 개혁을 주장하던 박영선이 삼성에게서 후원금을 받은 것은 이율배반이자 표리부동의 전형"이라며 "박영선이 후원금을 반환했어야 마땅했다"고 지적했다.
박영선은 2004년에는 김현재 삼흥그룹 회장으로부터 500만 원을, 2005년에는 전필립 파라다이스 회장으로부터 200만 원을 후원받았다. 2009년과 2013년에는 이건수 동아일렉콤 회장으로부터 1회 500만 원씩 총 1000만 원을 받았다. 또 2016년 20대 국회의원 총선거 당시 자신의 선거대책위원장을 맡았던 김한기 한국오피스 대표이사로부터 총 35회에 걸쳐 4300만 원의 후원금을 받았다.
이에 대해 박영선은 ”모두 자발적으로 낸 합법적 후원금이며, 해당 법안은 국회에서 통과가 되었으니 오히려 후원금과 법안이 아무런 연관성이 없음을 보여 주는 것“이라고 반박하였다. 나아가 ”최순실 청문회 등에서 제일모직과 삼성물산 합병에 대해 누구보다도 강하게 지적했다“고 부연하였다.

### 재산 축소신고 의혹
2019년 3월 인사청문회를 앞두고 박영선이 신고한 재산은 본인과 배우자, 시어머니, 장남 명의로 된 것으로 총 42억9800만원이다. 박영선 본인은 서울 서대문구 소재 단독주택(10억원), 구로구 소재 오피스텔 전세권(3억4000만원), 예금 10억4900만원 등 총 24억2500만원의 재산을 신고했다. 배우자 명의 재산은 서울 종로구 소재 아파트(4억3900만원)와 일본 도쿄 소재 아파트(7억200만원), 예금 9억5200만원, 골프 회원권(1억8800만원) 등 총 17억8300만원이다.
2014년부터 2018년까지 박영선 부부의 합산 소득은 총 33억 원에 달하지만, 박영선이 신고한 '국회의원 재산변동 및 등록사항 공개 목록' 상 재산 증가액은 9억9000여만 원에 불과하다. 곽대훈 의원은 "소득액(33억 원)과 재산 증가액(9억9000여만 원)의 차액이 무려 23억 원에 달하는데 산술적으로 계산하면 같은 기간 매년 평균 4억6000만 원, 한 달 평균 약 3800만 원을 사용했다는 것"이라며 "소득과 재산 증가 금액이 차이가 나는 이유를 근거자료와 함께 상세히 해명하라"고 촉구했다.

### 세금 지연 납부
박영선의 남편인 이원조는 대한민국에서 활동하는 미국 변호사로, 2019년 청문회를 앞두고 43억 원의 재산을 신고했다. 종합소득세 2천400여만원을 인사청문요청안 제출 하루 전인 2019년 3월 12일 납부해 논란이 됐다.

### 증여세 탈루 의혹
박영선 아들이 만 8세부터 20세까지 13년간 2억여원이나 예금이 증가해 증여세를 탈세했다는 의혹이 나왔다. 2019년 3월 21일 곽대훈 의원에 따르면 2006년부터 2018년까지 신고된 박영선 아들 이모씨(1998년생)의 예금 증가액이 13년간 총 2억1574만원으로 나타났다. 박영선 아들의 예금자산은 2006년 당시 초등학생인 만 8세의 나이에 1800만원의 소득이 있었다. 그리고 이듬해 1800만원을 사용했고, 다시 1980만원의 예금이 생겼다. 만 11세였던 2009년에는 은행예금 3165만 원을 사용한 것으로 나타났고, 같은 해 다시 3000만원의 예금이 쌓였다. 만 13세인 2011년에는 3163만원을 사용한 뒤 3348만원 예금이 또 생겼다. 예금이 줄면 다시 메워지는 형식으로 박영선 아들의 예금은 꾸준히 3000여만원을 유지했다. 곽 의원은 "박영선의 아들이 어떤 방법으로 3000만원 소득을 올렸는지 밝혀야 한다"며 "만약 이 돈을 후보자나 배우자가 준 것인데 증여세를 내지 않았다면 이는 증여세법 위반에 해당할 수 있다"고 지적했다.

### 인사청문회 자료 제출 거부
2009년 천성관 검찰총장 인사청문회에서 박영선은 천성관 후보자에게 금융거래 내역 전부를 요청했다. 하지만 2019년 자신의 중소벤처기업부 장관 후보자 인사청문회에서는 금융거래 자료 제출을 거부했다.
자유한국당 정우택 의원은 "청문회의 기본 자료가 재산형성이 제대로 됐는지 따질 수 있는 금융거래 내역"이라며 "지금 그 자료를 받았다는 야당 의원들은 아무도 없는데 본인 것은 냈다고 거짓말을 한다"고 비판했다.
박맹우 의원은 "다주택 소유 투기 의혹, 임대 소득 의혹 등에 대한 자료 제출을 요구했는데 지금까지 제출하지 않고 있다. 이는 청문회를 우습게 아는 오만의 극치이고, 자료를 제출할 때까지 정회를 요청한다"고 말했다.
김기선 의원도 "박영선은 남의 허물에 대해선 준엄한 잣대로 비판하고, 특히 인사청문 과정에서 공직자의 정직과 도덕성을 강조했다. 그런데 오늘 청문을 보니 정작 본인이 검증 대상이 되자 자신에게 적용되는 잣대는 남과는 달라야 한다고 믿는 것 같다. 이는 매우 위험한 생각으로, 자칫 위선과 거짓으로 포장된 삶으로 평가받을 수 있다. 문재인 정부의 브랜드로 각인된 내로남불의 전형이다"라고 박영선을 비판했다.

### 교통법규 위반 과태료 면제
박영선은 MBC 기자 시절인 2002년 중앙선 침범으로 벌점 30점을 부과받았고 2005년과 2015년, 2016년에는 속도위반으로 과태료 처분을 받았다.
박영선은 2009년 7월부터 2018년 8월까지 불법 주정차 등으로 39차례 과태료를 부과받았지만, 이 가운데 16차례는 의정활동을 이유로 과태료를 면제받았다.

### 논문 표절
2019년 인사청문회를 앞두고 박영선의 석사 논문 표절 의혹이 제기됐고, 해당 대학에서도 예비조사를 통해 일부 표절과 연구 윤리 규정 위반으로 볼 수 있는 부분이 있다고 판단했다. 박영선은 논문 표절에 대해 "2007년 교육부 연구윤리지침이 제정되기 전인 1998년 발표된 논문이라서 대학 측에서도 연구 진실성 검증 대상이 아니므로 본조사를 실시하지 않기로 했다"고 해명했다.
그러나 박영선은 새정치민주연합 원내대표였던 2014년 김명수 교육부 장관 후보자가 논문표절 의혹이 있다며 자진사퇴를 촉구한 바 있다. 박영선은 2009년 라디오 프로그램에 출연해 "예전에는 논문 표절 하나만으로도 낙마가 될 정도로 도덕적인 잣대가 엄격했다"는 진행자의 말에 동감하며 "미국 오바마 정부를 보면 세금 298달러(약 33만원)를 내지 않아서 장관이 낙마했다"고 말했다. 그러면서 지금은 인사청문회가 구속력을 갖고 있지 못하다며 청문회를 '하루 푸닥거리'라고 표현하기도 했다.

### 다주택 부동산 투기
박영선은 부동산이 총 3채다. 박영선 소유의 서울 서대문구 단독주택은 2006년 5억3545만원에서 2018년 9억1100만원으로 4억원가량 올랐다. 배우자 명의로 2016년 1억3253만원에 분양받은 종로구 아파트 분양권은 2019년 소유권으로 전환되면서 4억3910만원이 됐다. 박영선의 배우자는 2006년 1억7165만원에 산 서울 종로구 오피스텔을 2018년 3억1600만원에 팔았다. 또 일본 도쿄에 7억5000만원 상당 아파트를 보유하고 있다.
이와 같은 논란에 대해 박영선은 2021년 서울특별시장 재보선을 앞두고 2021년 2월에 해당 아파트를 처분했다고 밝혔다. 하지만 서류상 해당 아파트가 미처분된 것으로 알려져 또다시 논란이 되었다.

### 주민등록법 위반 의혹
박영선이 주민등록은 본인 지역구인 서울 구로구 인근에 전세로 살고 있는 오피스텔로 해놨지만, 주 거주지는 박영선 소유 서대문구 연희동 자택이라는 의혹이 제기되었다. 이종배 의원은 "박영선이 서울 서대문구 연희동에 실제 거주함에도 불구하고 지역구민을 의식해 구로구에 사는 것처럼 하며 주민등록을 했다"면서 "주민등록법 위반"이라고 주장했다. 이종배 의원실이 '정치자금 수입지출 보고서'를 통해 박영선의 주유소 이용 현황을 분석한 결과 박영선은 2017년 총 94회 주유를 했는데 이 가운데 서대문구와 마포구 등 연희동 자택 근처 주유소를 이용한 횟수가 38회로 가장 많았다. 박영선은 "연희동 자택은 거소지로 활용하고 있다"고 해명했다.

### 자택 리모델링비 업체 대납 의혹
2019년 4월 1일 곽대훈 의원은 박영선이 2002년 3억원에 달하는 연희동 자택 리모델링 비용을 대납받았다는 의혹을 제기했다. 그가 제보받은 내용에 따르면 2002년 박영선은 2개월가량 연희동 자택 리모델링 공사를 했다. 하지만 당시 리모델링을 한 건설사는 3억원에 달하는 공사비를 받지 않았다. 곽 의원은 건설사가 공짜 시공을 해준 이유로 당시 IBM 전무로 근무하고 있던 박영선의 배우자가 해당 건설사에 특혜를 제공했기 때문이라고 지적했다. 2002년 IBM이 평택에 반도체 공장을 지을 때 해당 건설사가 낙찰받았고, 이 과정에 박영선의 배우자가 개입했다는 것이다. 이에 해당 건설사는 박영선의 배우자에게 리모델링 공사를 공짜로 해줬다는 의혹이다. 박영선은 2019년 3월 27일 국회에서 열린 인사청문회에서 곽 의원의 이러한 의혹 제기에 "당시 업체 사장과 연락해 소명하겠다"고 밝혔지만 이후에도 아무런 소명도, 답변도 하지 않았다.

### 병원 특혜 진료 의혹
2019년 3월 27일 국회 인사청문회에서 윤한홍 의원은 "박영선이 예약전화를 한 당일 진료를 받았고, 병원 건물이 아닌 의학박물관 건물로 초음파진단기까지 옮겨가며 황후급 진료를 받았다는 제보가 있다"고 의혹을 제기하였다. 서울대학교병원은 2010년 4월부터 2017년 3월까지 7년간 병원 구내에 있는 대한의원 건물 안에서 VIP실을 운영했고, 67건의 진료 지원이 이뤄졌다. VIP실 진료 및 예약 과정에서 특혜가 있었다면 청탁금지법에 의한 부정청탁에 해당할 수 있다. 국민권익위원회 관계자는 "병원 내부 규정을 어겨가면서까지 예약이나 진료를 앞당겼거나, 특정 진료실 사용을 요구했다면 부정 청탁에 해당될 소지가 있다"고 말했다. 박영선은 의혹을 부인하였으나 자료 제출을 거부하였다.

### 차별금지법 입법 반대
2016년 2월 29일 새누리당 김무성 의원과 함께 차별금지법 제정을 반대하는 취지로 대한민국살리기나라사랑운동본부(대표 이영훈 목사)가 주최하고 대한민국바로세우기국민운동본부(대표 전광훈 목사)가 주관한 3당 대표 초청 국회 기도회에서 "여러분이 우려하시는 차별금지법과 동성애법, 이슬람과 인권 관련 법을 절대 받아들일 수 없다. 특히 동성애법은 자연과 하나님의 섭리에 어긋나는 법이다. 이런 법에 더불어민주당은 한기총의 모든 목사님과 뜻을 같이한다."고 발언하였다.
이에 성소수자차별반대 무지개행동, 평등을위한한표 레인보우보트, 이주노동자 차별철폐와 인권·노동권 실현을 위한 공동행동, 공익인권법재단 공감, 대한불교조계종사회노동위원회, 천주교인권위원회, 한국성폭력상담소 등 인권단체들은 공동성명 보관됨 2016-04-25 - 웨이백 머신을 통하여 "정치와 종교계의 유착을 어떤 부끄럼이나 망설임 없이 드러냈다"며 "차별선동세력들이 버젓이 국회에서 행사를 하는 것으로도 모자라 여당대표와 제1야당의 지도부가 참석하고 고개를 숙여가며 차별 선동에 동조하겠다고 약속하는 태도는 한국이 과연 정교분리의 법치 국가인지 의심케 한다."고 비판하였다. 허핑턴 포스트 보관됨 2016-04-02 - 웨이백 머신는 필리버스터 정국에서 새누리당 김무성 대표와 더민주당 박영선 비대위원이 차별금지법과 동성애법, 인권 관련 법에 대해 한마음 한뜻을 모으는 중이다. 라고 비판하였다.
노동당 및 녹색당도 논평인 '소수자 차별로 일치단결하나 보관됨 2016-04-25 - 웨이백 머신'에서 '표를 구걸하기 위해서는 언제든지 소수 종교나 성소수자에 대한 차별에 동조하는 모습을 보이는 두 정당의 행태에서, 시민의 안전을 위해서 테러방지법이 필요하다는 새누리당의 구호나, 시민의 기본권을 보호해야하기 때문에 테러방지법을 반대한다는 더불어민주당의 구호가, 한순간에 거짓이 되었다.'라고 평하였다.

### 당내 비대위원장 영입 논란
2014년 박영선은 새정치민주연합의 원내대표이자 비상대책위원장으로 활동한다. 하지만 친노와 호남, 안철수계의 계파갈등 속에서 박영선은 강력한 리더십을 보이는 데 실패했다. 그 결과, 당의 비상대책위원장으로 당 외부에서 인물을 영입했다. 박영선은 2014년 8월 4일, 새정치민주연합의 비대위원장직을 수락했으나 세월호특별법 협상 파동을 겪으며 거취 논란에 부딪히자 일찌감치 한승헌 변호사, 조정래 작가, 남재희 전 노동부 장관, 장하준 교수, 강준만 교수 등 20여명에 달했다. 급기야 타개책으로 진보와 보수를 대표하는 안경환, 이상돈 교수의 공동 비대위원장 체제를 모색했으나 이 또한 실패로 끝나면서 당은 표류하기 시작했다. 결국 문희상이 비대위원장을 맡으며 사건은 일단락되었으나 박영선은 무리한 외부인사 영입 추진으로 당을 혼란에 빠트렸다는 비판에서 자유로울 수 없게 되었다.

### 당내 공천 개입 논란
2012년 국회의원선거 당시 민주통합당의 최고위원이었던 박영선은 공천개입의 의혹을 받았다. 박영선은 열린우리당 시절 때부터 MBC 인연으로 정동영계로 평가받았고, 김한길은 정동영과 막역하다. 실제로 비례대표로 임기를 마친 박영선은 2008년 총선 출마 당시 김한길의 구로(갑) 지역구를 물려받기도 했다. 그 후 2012년 총선에서 광진(갑)에 김한길이 출마를 준비하자 당시 지역위원장으로 활동하던 전혜숙에게 공천을 주면 당에 누가 된다는 식으로 지도부 회의에서 발언하며 부당한 공천개입을 시도했다. 이에 전혜숙 의원은 격분하여 언론과 인터뷰를 하는 등 대응했으나 결국 공천장은 김한길에게 돌아갔다. 이외에도 2016년 국회의원선거 당시 박영선은 이철희, 김헌태와 함께 영향력을 행사하여 마포(을) 정청래를 친노, 막말 정치인으로 규정하여 낙천에 개입했다는 의혹이 있다.

## 학력
- 1972년 예일국민학교(졸업)
- 1975년 덕성여자중학교(졸업)
- 1978년 수도여자고등학교(졸업)
- 1979년 상명대학교 불어교육과 1년 수료 후 중퇴(이후 경희대로 편입)
- 1982년 경희대학교 지리학과(졸업)
- 1999년 서강대학교 언론대학원 언론학과(졸업)

## 경력
- 1981~1982 KBS 춘천방송국 아나운서
- 1982~2004 MBC 앵커, 기자
  - 1983 MBC 뉴스데이트 앵커
  - 1984~1986 여기는 MBC 앵커
  - 1993~1994 MBC 뉴스와이드 앵커
  - 1995~1997 MBC 로스앤젤레스 특파원
  - 1998. 9. 26.~1999. 12. 26. MBC 뉴스데스크 주말앵커
- 2000~2001 경제매거진 진행자
- 2000~2002 경희대학교 언론정보대학원 겸임교수
- 2003~2004 MBC 보도국 경제부 부장
- 2004 제17대 국회의원 선거 열린우리당 선거대책위원회 대변인
- 2004 열린우리당 공보부대표
- 2004년 4월 15일: 대한민국 제17대 국회의원 선거 당선(비례대표, 열린우리당, 초선)
- 2004~2008 제17대 국회의원(비례대표, 열린우리당→대통합민주신당→통합민주당, 초선)
  - 2004~2009 국회 재정경제위원회 위원
  - 2004 국회 운영위원회 위원
  - 2005~2009 국회 여성위원회 위원
- 2005 열린우리당 문희상 당의장 비서실장
- 2007~2008 열린우리당 원내부대표
- 2008 민주당 최고위원
- 2008년 4월 9일: 대한민국 제18대 국회의원 선거 당선(서울 구로구 을, 통합민주당, 재선)
- 2008~2012 제18대 국회의원(서울 구로구 을, 통합민주당→민주당→민주통합당, 재선)
  - 2008 국회 정보위원회 간사
  - 2008~2012 국회 법제사법위원회 위원
  - 2008~2009 민주당 정책위원회 수석부의장
  - 2009 국회 한일의원연맹 사회문화분과 부위원장
  - 2011 국회 사법개혁특위 검찰소위 위원장
- 2008~2011 민주당 서울특별시당 구로구 을 지역위원회 위원장
- 2009 민주당 FTA대책 특별위원회 위원장
- 2011. 5.~2011. 12. 민주당 정책위원회 의장
- 2011. 12.~2013. 5. 민주통합당 서울특별시당 구로구 을 지역위원회 위원장
- 2011. 12. 민주통합당 정책위원회 공동의장
- 2012. 1.~2012. 3. 민주통합당 최고위원
- 2012년 4월 11일: 대한민국 제19대 국회의원 선거 당선(서울 구로구 을, 민주통합당, 3선)
- 2012~2016 제19대 국회의원(서울 구로구 을, 민주통합당→민주당→새정치민주연합→더불어민주당, 3선)
  - 국회 정보위원회 위원
  - 국회 여성가족위원회 위원
  - 국회 기획재정위원회 위원
  - 국회 운영위원회 위원
  - 2012~2014. 5. 제19대 국회 전반기 법제사법위원회 위원장
  - 2013 국회 국정원 국정조사특별위원회 위원
  - 2014. 6.~2016. 5. 제19대 국회 후반기 기획재정위원회 위원
- 2012 민주통합당 MB새누리정권 부정부패청산국민위원회 위원장
- 2012. 11.~2012. 12. 제18대 대통령 선거 민주통합당 문재인 대통령 후보 중앙선거대책위원회 공동위원장
- 2013. 5.~2014. 3. 민주당 서울특별시당 구로구 을 지역위원회 위원장
- 2014. 3.~2015. 12. 새정치민주연합 서울특별시당 구로구 을 지역위원회 위원장
- 2014. 5.~2014. 10. 새정치민주연합 원내대표
- 2014. 8.~2014. 9. 새정치민주연합 국민공감혁신위원장
- 2014. 8.~2014. 9. 민주정책연구원 이사장
- 2015. 8.~2015. 12. 새정치민주연합 재벌개혁특별위원회 위원장
- 2015. 12. 더불어민주당 재벌개혁특별위원회 위원장
- 2015. 12.~2020. 5. 더불어민주당 서울특별시당 구로구 을 지역위원회 위원장
- 2016. 1.~2016. 3. 더불어민주당 비상대책위원회 위원
- 2016년 4월 13일: 대한민국 제20대 국회의원 선거 당선(서울 구로구 을, 더불어민주당, 4선)
- 2016. 5.~2020. 5. 제20대 국회의원(서울 구로구 을, 더불어민주당, 4선)
  - 2016. 6.~2018. 5. 제20대 국회 전반기 기획재정위원회 위원
  - 2018. 7.~2020. 5. 제20대 국회 후반기 기획재정위원회 위원
  - 2018. 10.~2019. 4. 제20대 국회 후반기 사법개혁특별위원회 위원장
  - 2018. 11.~2019. 5. 제20대 국회 예결산특별위원회 위원
- 2016. 6.~2016. 10. 더불어민주당 참좋은지방정부위원회 공동위원장
- 2017. 4.~2017. 5. 제19대 대통령 선거 더불어민주당 문재인 대통령 후보 중앙선거대책위원회 공동위원장
- 2017. 5. 에콰도르 대통령 취임식 문재인대통령 특사
- 2017~ 아시아정당국제회의 ICAPP 미디어포럼 공동의장
- 2017~ 아시아정당국제회의 ICAPP 의원연맹 회장
- 2019. 4.~2021. 1. 제2대 중소벤처기업부 장관
- 2019. 4.~2021. 1. 대통령직속 국가균형발전위원회 당연직위원
- 2019. 4.~2021. 1. 대통령직속 녹색성장위원회 당연직위원
- 2021. 3.~2021. 4. 2021년 재보궐선거 서울특별시장 더불어민주당 후보
- 2023. 1.~2024. 1.  하버드 케네디스쿨 선임 연구원
- 2023. 8.~2024. 6. 하버드 웨더헤드센터 Scholar
- 2025. 5. ~ : 대한민국헌정회 산업통상자원중소벤처기업위원회 위원장

## 저서
- 《박영선의 인터뷰 사람 향기》. 나무와숲. 2002년 10월 25일. ISBN 8988138309.
- 《자신만의 역사를 만들어라(21세기 열정 아이콘 박영선의 청춘 멘토링)》. 마음의숲. 2012년 5월 4일. ISBN 978-89-92783-59-0.
- 《누가 지도자인가》. 마음의숲. 2015년 7월 15일. ISBN 978-89-92783-91-0.
- 《박영선, 서울을 걷다(함께 성장하는 새로운 도시)》 가나출판사. 2018년 3월 8일. ISBN 978-89-5736-945-6
- 《박영선과 대전환, '21분 컴팩트 도시 서울'을 향한 큰 걸음》 비타베아타, 2021년 3월5일. ISBN 979-11-5706-227-0
- 《반도체 주권국가》. 나남. 2024년 1월 3

## 상훈
- 2016년
  - 제1회 대한민국환경공헌대상 의정부문대상
  - 2016 INAK(한국인터넷신문협회)상 국회의정상
  - 혁신경영대상 정치혁신부문대상
  - 2016 자랑스런 대한민국 시민대상
  - 2016 대한민국 유권자 대상
  - 대한민국을 빛낸 한국인물대상
  - 대한민국 국회의원 소통대상 청년통통정치인상
- 2015년
  - 대한민국 모범 국회의원 대상 수상
  - 자랑스런 한국인대상 수상
  - 대한민국 국회의원 소통대상 수상
  - 대한민국 의정대상 수상
- 2014년
  - 시사뉴스 및 수도권일보 선정 국정감사 우수의원
  - 유권자 시민행동 선정 국정감사 최우수 의원상
- 2013년
  - 2013 자랑스러운 경희인상
  - 전국소상공인단체연합회 선정 최우수 국회의원 '초정대상' 수상(두 번째 수상)
  - 제5회 대한민국 법률대상 사법개혁 부문
- 2012년
  - 우수국회의원연구단체 우수상
  - NGO 모니터단 선정 우수 국감위원
- 2011년
  - 전국소상공인단체연합회 선정 최우수 국회의원 '초정대상' 수상
  - 보좌진 선정 가장 돋보인 의정활동 국회의원 10인/여성의원 3인(스포츠서울닷컴)
  - 언론사 정치부 기자 선정 백봉신사상(세 번째 수상)
  - 우수국회의원연구단체시상식 우수상
- 2010년
  - 제9회 대한민국을 빛낸 21세기 한국인상 정치 공로 부문
  - 한국문화예술유권자총연합회 선정 한국의 미래개혁 정치 발전 대상
  - NGO 모니터단 선정 우수 국감위원
  - 동료의원이 뽑은 우수 국감위원(동아일보)
  - 보좌진 선정 가장 돋보인 의정활동 국회의원 10인
  - 경실련 선정 우수 국감위원(3년 연속)
  - 언론사 정치부 기자 선정 백봉신사상
- 2009년
  - 보좌진 선정 가장 돋보인 의정활동 여성의원 3인(스포츠서울닷컴)
  - 국회 전문위원 선정 국감 최우수 위원(오마이뉴스)
  - 국회의원들이 가장 후원하고 싶은 동료의원 10인(시사IN)
  - 경실련 선정 우수 국감위원
- 2008년
  - 경실련 선정 우수 국감위원
  - 언론사 정치부 기자 선정 백봉신사상

## 가족
- 배우자: 이원조
- 자녀: 1남

## 역대 선거 결과
|  | 38.26% |

|  | 47.30% |

|  | 61.95% |

|  | 54.14% |

|  | 39.18% |

## 소속 정당
| 소속 정당 | 소속 정당      | 소속 기간 | 비고      |
| --------- | -------------- | --------- | --------- |
|           | 열린우리당     | 2004~2007 | 정계 입문 |
|           | 대통합민주신당 | 2007~2008 | 합당      |
|           | 통합민주당     | 2008      | 합당      |
|           | 민주당         | 2008~2011 | 당명 변경 |
|           | 민주통합당     | 2011~2013 | 합당      |
|           | 민주당         | 2013~2014 | 당명 변경 |
|           | 새정치민주연합 | 2014~2015 | 합당      |
|           | 더불어민주당   | 2015~현재 | 당명 변경 |

## 같이 보기
- 대한민국 제17대 국회의원 선거 열린우리당 후보 목록#비례대표
- 구로구 을
- 서울 구로구의 국회의원
- 대한민국의 중소벤처기업부 장관